# Escuela Politécnica Superior de Huesca
La Escuela Politécnica Superior de Huesca, conocida como la EPS, es una escuela de ingeniería de la Universidad de Zaragoza fundada en 1968 y adscrita a la dicha universidad en 1974. Está situada en el campus de Huesca, a unos tres kilómetros a las afueras de la ciudad. En ella se imparten estudios relacionados con la agronomía y las ciencias ambientales.